# David van Royen
David van Royen (Leiden, 30 december 1727 - aldaar, 29 april 1799) was een Nederlandse arts en plantkundige. Zijn doctorsgraad in de geneeskunde behaalde hij in 1752. Hij publiceerde Oratio de hortis publicis præstantissimis scientiae botanicae adminiculis, etc. in 1754.
Van Roijen, lid van de familie Van Roijen, was de opvolger van zijn oom Adriaan van Royen (1704-1779) als hoogleraar plantkunde aan de universiteit van Leiden en directeur van de Hortus botanicus Leiden. Hij werd zelf opgevolgd door Sebald Justinus Brugmans.

## Publicaties (selectie)
- Specimen medicum inaugurale de intestinis crassis multorum malorum caussa et sede, quod... pro gradu doctoratus summisque in medicina honoribus… eruditorum examini submittit David Van Royen,… ad diem 24. augusti 1752… S. Luchtmans, Leiden, 1752. Proefschrift.
- Davidis van Royen Oratio de hortis publicis : praestantissimus scientiae botanicae adminiculis, habita XIV. Junii MDCCLIV. quum ordinariam botanices professionem in Batava, quae Leidae est, Academia auspicaretur. Samuel Luchtmans, Leiden, 1754
- Novae plantae Schwenckia dictae a celeb. C. Linnæo = Korte beschryving en afbeelding van een nieuw gewas en deszelfs kenteekens genaamt Schwenckia by den hooggeleerden heer C. Linnæus. J. van Karnebeek, 1766